# مريت ليندن فرنالد
مريت ليندن فرنالد (1873-195) (بالإنجليزية: Merritt Lyndon Fernald) هو عالم نبات أمريكي. كان باحثًا مرموقًا في تصنيف وجغرافية النباتات الوعائية في شرق أمريكا الشمالية المعتدل. خلال مسيرته المهنية، نشر فيرنالد أكثر من 850 بحثًا علميًا، وكتب وحرر الطبعتين السابعة والثامنة من دليل غراي لعلم النبات. شارك فيرنالد في تأليف كتاب "النباتات البرية الصالحة للأكل في شرق أمريكا الشمالية" بين عامي 1919 و1920 مع ألفريد كينسي، والذي نُشر عام 1943.

## روابط خارجية
- مريت ليندن فرنالد على موقع الموسوعة البريطانية (الإنجليزية)